# Kurt Schafflützel
Kurt Schafflützel (* 12. Mai 1942; † 1. August 2009 in Steinmaur; heimatberechtigt in Nesslau) war ein Schweizer Jockey und Rennpferdetrainer.
Der in Luzern aufgewachsene Schafflützel wurde als Jockey drei Mal Schweizer Champion sowie 1980 Weltmeister des Weltdachverbands der Amateurrennreiter, Fegentri. 1987 wurde er im Alter von 41 Jahren professioneller Rennpferdetrainer und wurde bei der Gesamtwertung Flach- und Hindernisrennen 17 Mal bester Schweizer Trainer. Seine Basis war in Dielsdorf.
Schafflützel war verheiratet und hatte Kinder. Er verstarb in der Nacht auf den 1. August 2009 im Alter von 67 Jahren nach einer schweren Krankheit.